# TeenNick
TeenNick — американский кабельный и спутниковый
телеканал, принадлежащий медиахолдингу Viacom.

## История
Первоначально телеканал именовался TEENick, и был всего лишь программным блоком транслирующимся с 6 до 9 вечера по телеканалу Nickelodeon.
Программный блок транслировался до 12 мая 2007 года. 1 марта 2008 года блок был возобновлён в эфир с новым шоу. 3 августа 2009 года блок был снова убран. 28 сентября он возобновил своё вещание, как отдельный телеканал.
Канал представляет собой смесь оригинальных программ, программ Nickelodeon, программ серийного производства и приобретенных программ, направленных на предварительно подростковую аудиторию.